# Округ Робертсон (Тексас)
Округ Робертсон (енгл. Robertson County) је округ у америчкој савезној држави Тексас. По попису из 2010. године број становника је 16.622.

## Демографија
Према попису становништва из 2010. у округу је живело 16.622 становника, што је 622 (3,9%) становника више него 2000. године.
| Група             | 2000.         | 2010.         |
| Белци             | 9.580 (59,9%) | 9.821 (59,1%) |
| Афроамериканци    | 3.871 (24,2%) | 3.586 (21,6%) |
| Азијати           | 26 (0,2%)     | 103 (0,6%)    |
| Хиспаноамериканци | 2.359 (14,7%) | 2.990 (18,0%) |
| Укупно            | 16.000        | 16.622        |